# Peluda del Cap
La peluda del Cap (Arnoglossus capensis) és un peix teleosti de la família dels bòtids i de l'ordre dels pleuronectiformes.

## Morfologia
Pot arribar als 20 cm de llargària total.

## Distribució geogràfica
Es troba a les costes d'Àfrica.